# Piolho-da-alface
O piolho-da-alface (Nasonovia ribisnigri) é um afídeo que constitui uma importante praga na agricultura, especialmente na cultura da alface. É parasitado pelas espécies Aphelinus asychis (Walker) e Aphidius ervi (Haliday) De origem europeia, tem-se dispersado pela Ásia, Médio Oriente e continente americano. Entre os seus principais predadores encontram-se os sirfídeos, razão pela qual se regista, em agricultura orgânica, a prática de plantar doce-alisso (Lobularia maritima) ou outras plantas anuais de floração rápida, junto das plantações de alfaces, de modo a aumentar a população destes insetos que, alimentando-se do néctar destas plantas, irão constituir um meio ecológico de controlar as pragas destes afídeos.